# Loyalisme d'Ulster
Le loyalisme est une idéologie qui soutient l'union politique d'Irlande du Nord avec le Royaume-Uni. Elle est tenue principalement par des militants protestants. Alors que les termes « unioniste » et « loyaliste » ont été interchangeables jusqu'aux années 1960 et au début du conflit nord-irlandais, les loyalistes ont marqué leur différence, notamment en ce qui concerne le recours à la violence armée et la constitution de milices paramilitaires pour atteindre leurs objectifs. Garrett Fitzgerald, quant à lui, fait valoir que le loyalisme est tout simplement « la loyauté à l'Ulster et non pas à l'Union avec la Grande-Bretagne et est mal décrit comme l'unionisme ».

## Groupes paramilitaires
- Ulster Volunteer Force
- Red Hand Commandos
- Ulster Defence Association
- Loyalist Volunteer Force
- Red Hand Defenders
- Ulster Protestant Volunteers
- Orange Volunteers (1972) (en) et un autre groupe sans liens, Orange Volunteers (en)
- Ulster Resistance

## Galerie

Les symboles loyalistes
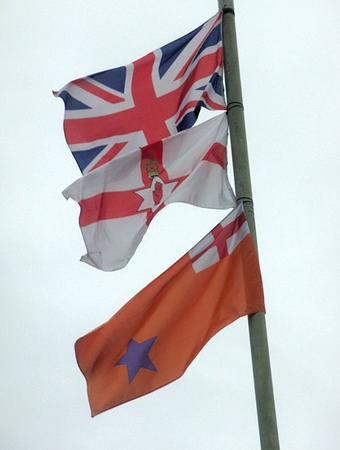
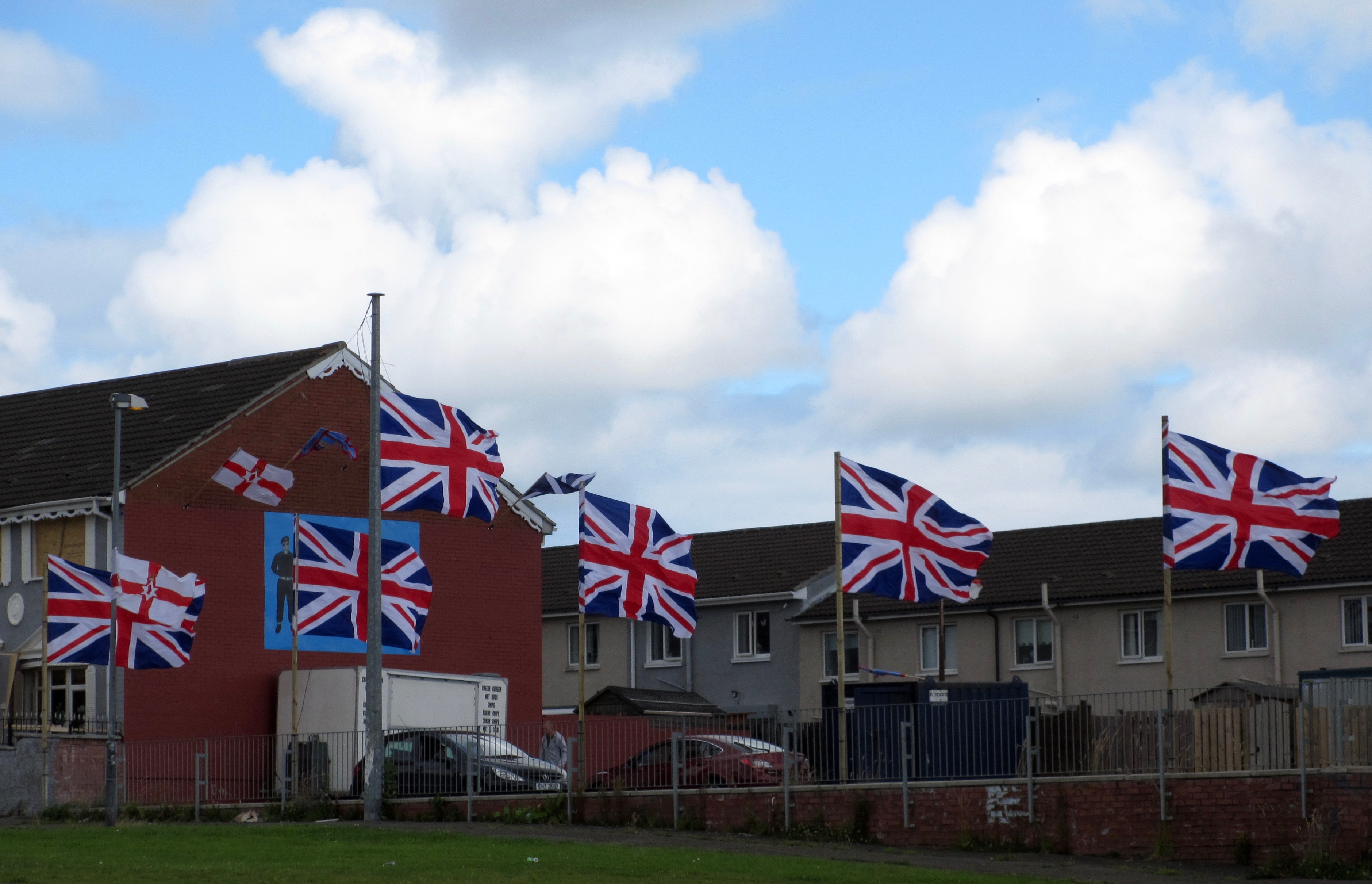
Le drapeau britannique
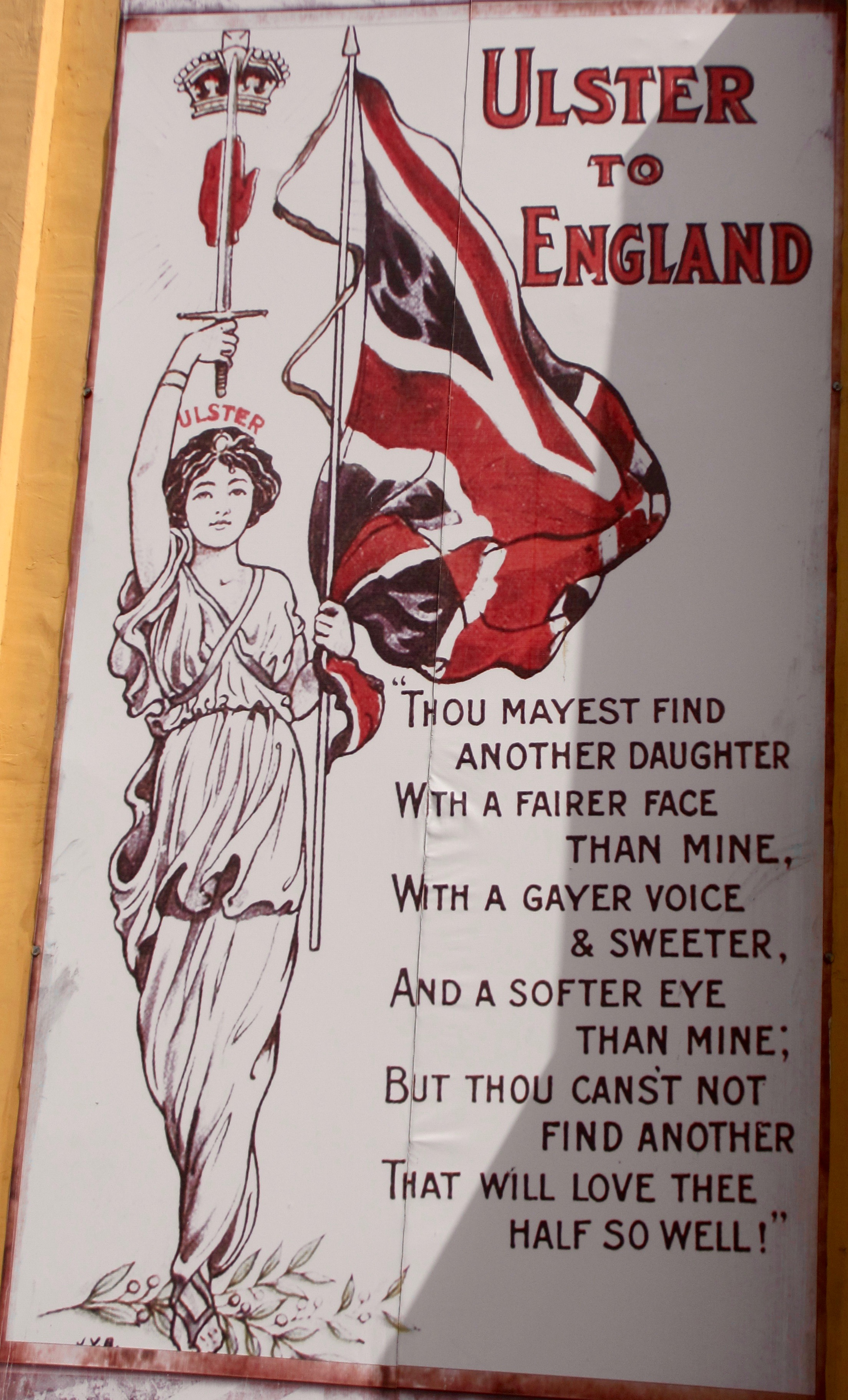
Poème loyaliste